# Kreis Gummersbach

Lage des Kreises Gummersbach (1905)

Der Kreis Gummersbach bestand von 1825 bis 1932 als preußischer Landkreis im Regierungsbezirk Köln der Rheinprovinz. Sein Gebiet gehört heute zum Oberbergischen Kreis.

## Verwaltungsgeschichte
Die beiden 1816 gegründeten preußischen Kreise Gimborn und Homburg wurden seit 1819 von einer gemeinsamen Kreisverwaltung in Gummersbach verwaltet. 1825 wurden beide Kreise zum Kreis Gummersbach zusammengeschlossen.
Nach der Einführung der Gemeindeordnung für die Rheinprovinz von 1845 bildeten alle Bürgermeistereien des Kreises mit Ausnahme der Bürgermeisterei Neustadt jeweils eine Gemeinde. Die Bürgermeisterei Neustadt bestand aus den drei eigenständigen Gemeinden Lieberhausen, Neustadt und Wiedenest.
Gummersbach erhielt 1857 die Rheinische Städteordnung. Neustadt erhielt 1858 ebenfalls die Rheinische Städteordnung; Lieberhausen und Wiedenest bildeten seitdem die Bürgermeisterei Neustadt-Land. 1884 wurde Neustadt in Bergneustadt umbenannt. Zum Ende des 19. Jahrhunderts war der Kreis Gummersbach wie folgt gegliedert:
| Bürgermeisterei   | Gemeinden (1885)        |
| ----------------- | ----------------------- |
| Bergneustadt      | Bergneustadt (Stadt)    |
| Bergneustadt-Land | Lieberhausen, Wiedenest |
| Drabenderhöhe     | Drabenderhöhe           |
| Gimborn           | Gimborn                 |
| Gummersbach       | Gummersbach (Stadt)     |
| Marienberghausen  | Marienberghausen        |
| Marienheide       | Marienheide             |
| Nümbrecht         | Nümbrecht               |
| Ründeroth         | Ründeroth               |
| Wiehl             | Wiehl                   |

Das Gebiet des Kreises umfasste 1885 eine Fläche von 325,42 km². Wie in der gesamten Rheinprovinz wurden 1927 die Bürgermeistereien des Kreises in Ämter überführt. Die beiden Gemeinden Lieberhausen und Wiedenest wurden am 1. Januar 1929 zu einer neuen Gemeinde Lieberhausen zusammengeschlossen. Am 1. Oktober 1932 wurde der Kreis Gummersbach mit dem größten Teil des Kreises Waldbröl zum Oberbergischen Kreis zusammengeschlossen. Das Amt Dattenfeld (die heutige Gemeinde Windeck) kam dabei vom Kreis Waldbröl zum Siegkreis.

## Einwohnerentwicklung
| Jahr | Einwohner |
| ---- | --------- |
| 1816 | 23.005    |
| 1828 | 26.935    |
| 1871 | 29.107    |
| 1880 | 30.783    |
| 1890 | 36.377    |
| 1900 | 43.070    |
| 1910 | 49.813    |
| 1925 | 52.764    |

## Landräte

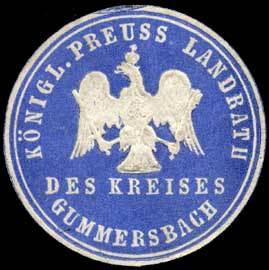
Siegelmarke des Landrats

- 1825–1847: Karl Ernst von Ernsthausen
- 1847:–9999 Friedrich Reinshagen (auftragsweise)
- 1847–1848: Wilhelm von Arnim (auftragsweise)
- 1849–1850: Friedrich Reinshagen (auftragsweise)
- 1850–1874: August Reinhold Kaiser
- 1866–1867: Julius Friedrich Siegismund Tschirschnitz (Vertretung von Kaiser)
- 1874:–9999 NN. Everhahn (auftragsweise)
- 1874–1885: Fritz von Sybel
- 1885–1899: Richard Haldy
- 1899–1907: Paul Kirschstein
- 1907–1910: David Fischer
- 1911–1932: Gustav Haarmann